# Luxemburgi férfi jégkorong-válogatott
A luxemburgi férfi jégkorong-válogatott Luxemburg nemzeti csapata, amelyet a Luxemburgi Jégkorongszövetség (franciául: Fédération Luxembourgeoise de Hockey sur Glace) irányít. Első mérkőzésüket 1992. március 21-én játszották az 1992-es jégkorong-világbajnokságon és ekkor csatlakoztak a nemzetközi mezőnyhöz. A 31. helyen (5. hely a C2 csoportban) fejezték be a tornát és a mai napig ez a legjobb helyezésük. 2017-ben megnyerték a divízió III-as világbajnokságot és ez a legjobb eredményük.
A luxemburgi válogatott tagja a divízió III mezőnyének, ahol az A csoportban szerepel.

## Eredmények

### Világbajnokság
- 1920-1991 – Nem vett részt
- 1992 – 31. hely (5. a C2 csoportban)
- 1993–1999 – Nem vett részt
- 2000 – 41. hely (8. a D csoportban)
- 2001 – Nem vett részt
- 2002 – 40. hely (6. a Divízió II B csoportban)
- 2003 – 42. hely (2. a Divízió III-ban)
- 2004 – 39. hely (6. a Divízió II A csoportban)
- 2005 – 43. hely (3. a Divízió III-ban)
- 2006 – 45. hely (5. a Divízió III-ban)
- 2007 – 42. hely (3. a Divízió III-ban)
- 2008 – 43. hely (3. a Divízió III-ban)
- 2009 – 43. hely (3. a Divízió III-ban)
- 2010 – 45. hely (3. a Divízió III A csoportban)
- 2011 – 44. hely (4. a Divízió III-ban)
- 2012 – 43. hely (3. a Divízió III-ban)
- 2013 – 43. hely (3. a Divízió III-ban)
- 2014 – 43. hely (3. a Divízió III-ban)
- 2015 – 43. hely (3. a Divízió III-ban)
- 2016 – 43. hely (3. a Divízió III-ban)
- 2017 – 41. hely (1. a Divízió III-ban)
- 2018 – 40. hely (6. a Divízió II/B csoportban)
- 2019 – 44. hely (4. a Divízió III-ban)
- 2020 – Törölve a Covid19-pandémia miatt[1]
- 2021 – Törölve a Covid19-pandémia miatt[2]
- 2022 – 41. hely (5. a Divízió III/A csoportban)
- 2023 – 45. hely (5. a Divízió III/A csoportban)
- 2024 – 43. hely (3. a Divízió III/A csoportban)